# Droga wojewódzka 659
Die Droga wojewódzka 659 (DW 659) ist eine 48 Kilometer lange Droga wojewódzka (Woiwodschaftsstraße) in der polnischen Woiwodschaft Podlachien, die Bielsk Podlaski mit Dąbrówka Kościelna verbindet. Die Strecke liegt im Powiat Bielski und im Powiat Wysokomazowiecki.

## Streckenverlauf
Woiwodschaft Podlachien, Powiat Bielski
-  Bielsk Podlaski (DK 19, DK 66, DW 689)
- Augustowo
- Wyszki
-  Topczewo (DW 681)
- Zalesie
- Kiewłaki

Woiwodschaft Podlachien, Powiat Wysokomazowiecki
- Hodyszewo
- Skłody-Przyrusy
- Koboski
- Piekuty-Urbany
- Nowe Piekuty
- Kostry-Noski
- Pułazie-Świerże
-  Dąbrówka Kościelna (DK 66)